# En stol är ledig
En stol är ledig är en amerikansk film från 1954 i regi av Robert Wise. Filmen Oscar-nominerades i 4 kategorier, bästa kvinnliga biroll (Nina Foch), bästa kostym, bästa foto, och bästa scenografi. Samma historia filmades även som TV-serie 1976.

## Handling
Efter att Avery Bullard, högste chefen till ett stort företag som tillverkar möbler oväntat avlider av en stroke mitt på gatan i Millburgh startar en maktkamp i företagets styrelse om vem som ska bli efterträdare. Bullard utsåg aldrig någon tydlig efterträdare. Den erfarne och ekonomiskt sinnade Loren Shaw är kanske den mest tippade, men vissa i företaget skulle hellre se den idealistiske och yngre Don Walling på posten.

## Rollista
- William Holden - Macdonald "Don" Walling
- June Allyson - Mary Walling
- Barbara Stanwyck - Julia O. Tredway
- Fredric March - Loren Phineas Shaw
- Walter Pidgeon - Alderson
- Shelley Winters - Eva Bardeman
- Paul Douglas - Dudley
- Louis Calhern - Caswell
- Dean Jagger - Jessie Q. Grimm
- Nina Foch - Erica Martin
- Tim Considine - Mike Walling